# Промислова революція у Німеччині
Промислова революція — проривний етап в історії індустріалізації Німеччини на початку 1815.

## Промислова революція
Німеччина вийшла на шлях капіталістичного розвитку пізніше, ніж Англія та Франція. Промисловий переворот тут розпочався лише в 1830-х роках і тривав до 1870-х років. Найважливішою причиною такого відставання була наявність феодальних середньовічних порядків в сільському господарстві, збереження цехів у промисловості та політична роздрібненість країни.
На відміну від Англії та Франції, становлення суспільства нового типу в Німеччині відбувалося не революційним, а еволюційним шляхом. Середньовічні порядки: панування феодального землеволодіння та повинності селян ліквідовувалися поступово, шляхом реформ. Навіть після революції 1848 р. у Німеччині зберігалася феодальна монархія і політична та економічна влада великих землевласників-юнкерів- Щоправда, монархія стала обмеженою, і деякі політичні права отримала національна буржуазія.
Запізнення промислового перевороту було зумовлене ізольованістю країни від світових торговельних шляхів, відсутністю власного флоту. Політичне роздрібнені німецькі держави будували свою власну економічну політику. Кожна з них мала власні гроші, метричну систему, митні кордони і норми господарського законодавства, які гальмували створення єдиного національного ринку. Основні промислові райони країни — Пруссько-Сілезький, Саксонський і Рейнсько-Вестфальський — були економічно слабо зв'язані між собою.

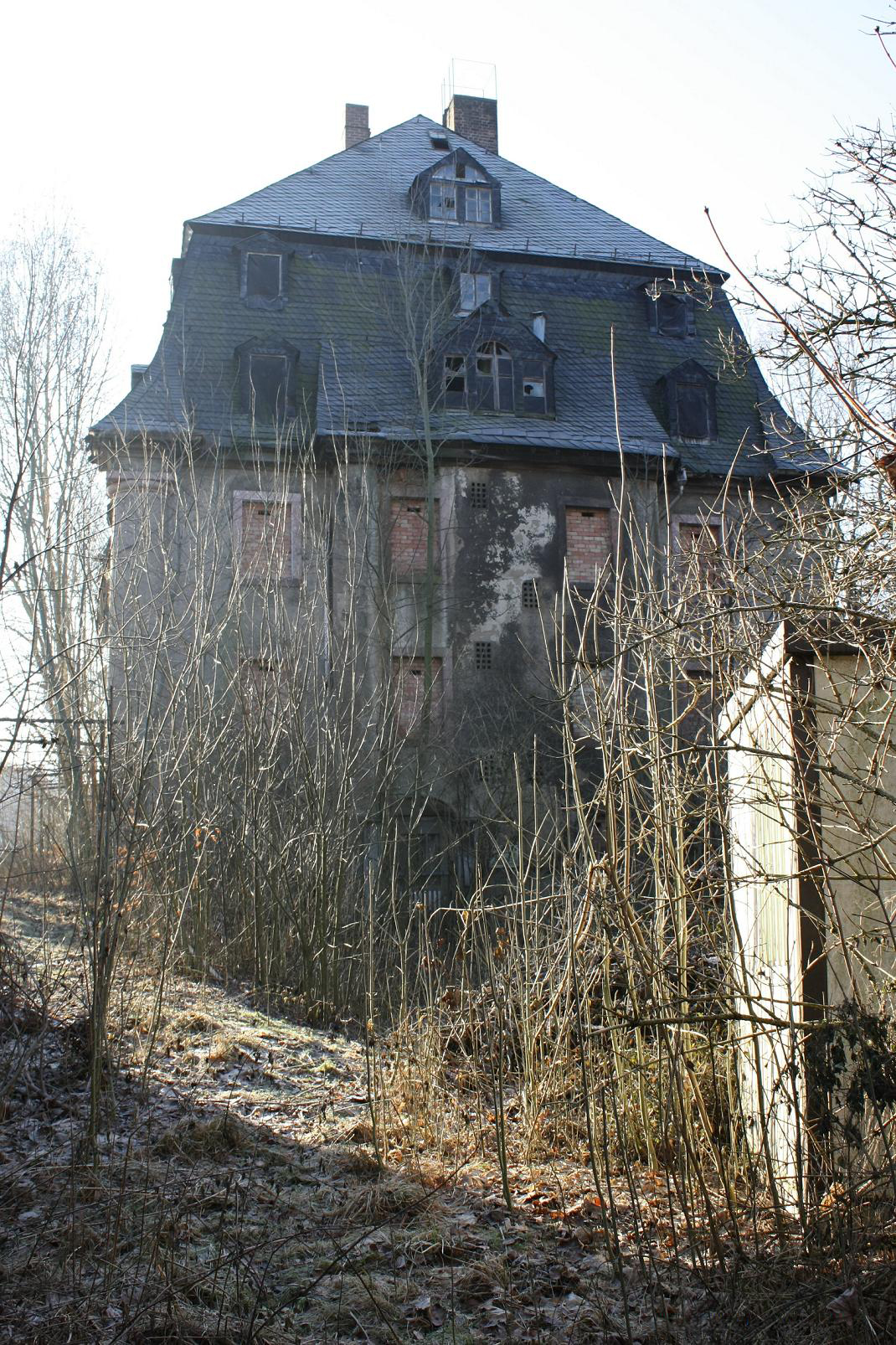
Прядильна фабрика — один з перших заводів Німеччини

У Німеччині довгий час панувало середньовічне ремісниче виробництво, основною формою якого були цехи. Мануфактури появилися у кінці XVIII ст. і були розташовані," як правило, у сільській місцевості. Панування міських цехів було підірване німецьким законодавством лише у 1860-х роках. Ремісниче виробництво було малоефективним. Промислова продукція не була конкурентоспроможною на зовнішньому ринку. Більше того, внутрішній ринок країни заполонили дешеві вироби французької та англійської фабрично-заводської промисловості. Німеччина в першій половині XIX ст. була аграрним придатком промислово розвинутих Англії та Франції.
Особливістю запізнілого промислового перевороту в Німеччині було те, що він базувався на основі вітчизняного машинобудування, на власних інженерно-технічних досягненнях. У Німеччині відразу будувалися величезні на той час машинобудівні підприємства, оснащені найновішим обладнанням. Саме це забезпечило небачені у XIX ст. темпи промислового виробництва. Структура німецької фабричної промисловості теж вигідно відрізнялася від англійської та французької. У Німеччині було здійснено ряд винаходів (барвники), внаслідок чого почала успішно розвиватися хімічна промисловість.
Для розвитку аграрних відносин у Німеччині характерною була поступова ліквідація феодально-кріпосницьких відносин, яка затягнулася до 1880-х років. Індустріалізація сільського господарства тут також відбувалася повільно, темпи його розвитку відставали від промисловості. Факторами, що стримували цей процес, були обезземелення і малоземелля більшості селян, їхня низька купівельна спроможність, висока земельна рента, заборгованість.
Боротьба за об'єднання Німеччини та підготовка до війни із Францією стали важливим стимулом промислового зростання країни у 50—60-х рр. У зв'язку з цим прискореними темпами розвивалася воєнно-промислова база, в якій особливу роль відігравали сталеплавильні, артилерійські заводи Круп-па (Рейнська область). Велике значення надавалося залізничному будівництву, яке набуло загальнонаціонального характеру, ліквідувало економічну розрізненість країни, сприяло консолідації внутрішнього ринку.
Господарському піднесенню та прискоренню промислового перевороту сприяв також митний союз німецьких держав (1867 р.), який очолювали союзна митна рада і митний парламент. Ця господарська організація значною мірою спричинила пізніше політичне об'єднання держави.

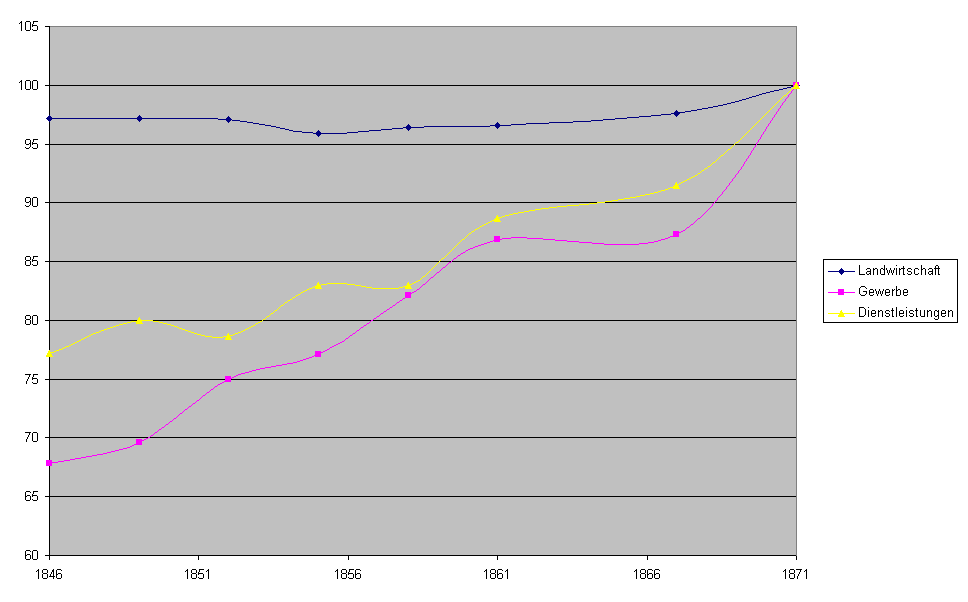
Зростання зайнятості в сферах економіки

Важливим показником для початку промислової революції в 1850-х роках було різке збільшення використання вугілля, виробництва чавуну і сталі, зокрема, збільшення будівництва машин, не в останню чергу локомотивів та збільшення транспортних послуг на залізничному транспорті. Зростаючий попит на паливо і промислові товари призвели до подальшого розширення мережі залізниць і в свою чергу підвищило попит на нові локомотиви і рейки.

## Провідні галузі

### Залізниця

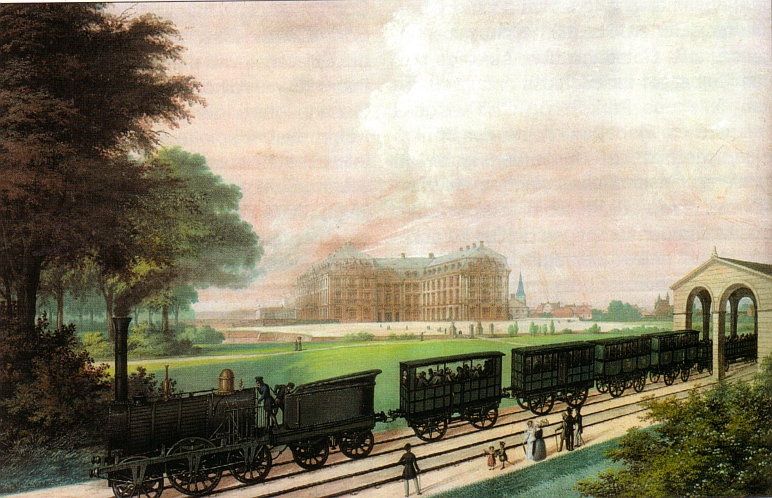
Залізниця як прояв промислової революції (1844)

У вторинному секторі було найсильнішим зростання залізничних двигунів, який згодом прийняв у цілому ключові позиції. Залізнична ера почалася в Німеччині з дванадцятикілометрового маршруту між Нюрнбергом та Фюртом в залізничній компанії Louis. В 1837 році було прокладено 115 км маршрут між Лейпцигом і Дрезденом.
У 1840 році налічувалося близько 580 кілометрів, 1870 року близько 7000 км.

### Металообробка
З початком залізничного віку в середині 1830-х років, зріс попит на рейки і локомотиви. З 1830-х років, таким чином, збільшилося число виробників парових двигунів і локомотивів.
Крім декількох великих компаній в цій області, було багато малих і середніх підприємств, найчастіше сімейних. Основні місця були Хемнице і Цвікау, як і раніше Берлін, Дрезден, Ганновер, Лейпциг, Мангейм і Кельн. В 1860-х роках були вироблені парові двигуни. Зокрема, основною продукцією протягом 1871 є текстильне обладнання, парові двигуни і сільськогосподарська техніка.